# El Perdigón
Gema (oder auch Gema del Vino) ist ein Ort und eine nordspanische Gemeinde (municipio) mit nur noch 650 Einwohnern (Stand: 2024) in der Provinz Zamora in der Autonomen Gemeinschaft Kastilien-León.

## Lage und Klima
Der Ort El Perdigón liegt im Westen der landwirtschaftlich genutzten kastilischen Hochebene (meseta) im Süden der Provinz Zamora in einer Höhe von ca. 720 m. Die am Río Duero gelegene Provinzhauptstadt Zamora ist etwa 12 km (Fahrtstrecke) in nördlicher Richtung entfernt. Das Klima ist gemäßigt bis warm; Regen (ca. 400 mm/Jahr) fällt hauptsächlich im Winterhalbjahr.

## Bevölkerungsentwicklung
| Jahr      | 1857 | 1900 | 1950 | 2000 | 2020 |
| Einwohner | 1366 | 1830 | 1365 | 773  | 673  |

Der deutliche Bevölkerungsrückgang seit Beginn des 20. Jahrhunderts ist im Wesentlichen auf die Reblauskrise im Weinbau, später dann auf die zunehmende Mechanisierung der Landwirtschaft sowie auf die Aufgabe bäuerlicher Kleinbetriebe („Höfesterben“) und den damit einhergehenden Verlust von Arbeitsplätzen zurückzuführen. Auch die relative Nähe zur Provinzhauptstadt Zamora hat bislang keine Auswirkungen gehabt. Zur Gemeinde gehören seit den 1970er Jahren auch die beiden jeweils etwa 100 Einwohner zählenden Weiler (pedanías) San Marcial und Tardobispo.

## Wirtschaft
Die Landwirtschaft (vor allem Viehzucht, Wein- und Gemüseanbau) spielt traditionell die größte Rolle im Wirtschaftsleben der Gemeinde. Daneben fungierte der Ort bereits im Mittelalter als Handels-, Handwerks- und Dienstleistungszentrum für die zumeist längst verschwundenen Weiler (pedanías) und Einzelgehöfte (fincas) in der Region. Einnahmen aus dem Tourismus in Form der Vermietung von Ferienwohnungen (casas rurales) sind in den letzten Jahrzehnten hinzugekommen.

## Geschichte
Keltische, römische, westgotische und selbst maurische Spuren wurden bislang kaum entdeckt; in römischer Zeit gab es allerdings eine gepflasterte Straße und den Weiler Tardobispo. Das Gebiet um El Perdigón wurde gegen Ende des 10. bzw. zu Beginn des 11. Jahrhunderts durch das Königreich León von den Mauren zurückerobert (reconquista); anschließend begann die Phase der Neu- oder Wiederbesiedlung (repoblación) der nahezu entvölkerten Gebiete.

## Sehenswürdigkeiten
El Perdigón
- Die dreischiffige Iglesia de San Felix ist dem hl. Felix von Nola geweiht; sie entstand im 15./16. Jahrhundert in einem ländlich gotischen Stil an der Stelle eines romanischen Vorgängerbaus. Die portal- und schmucklose und beinahe festungsartig wirkende Westfassade endet in einem Glockengiebel (espadaña). Das Renaissanceportal befindet sich – wie bei Kirchenbauten der Region üblich – auf der Südseite und ist durch eine Vorhalle (portico) geschützt. Die drei Schiffe (naves) werden von einem gemeinsamen Dachstuhl überspannt.
- Die Fassade des Palacio de los Vizcondes de Garcigrande zeigt einen steinernen Wappenschild inmitten zweier Balkone.
- Hauptattraktionen des Ortes sind mehrere in das von kleinen Steinen durchsetzte Erdreich hineingetriebene Kellergewölbe (bodegas), von denen einige auch für Besucher zugänglich sind.

San Marcial

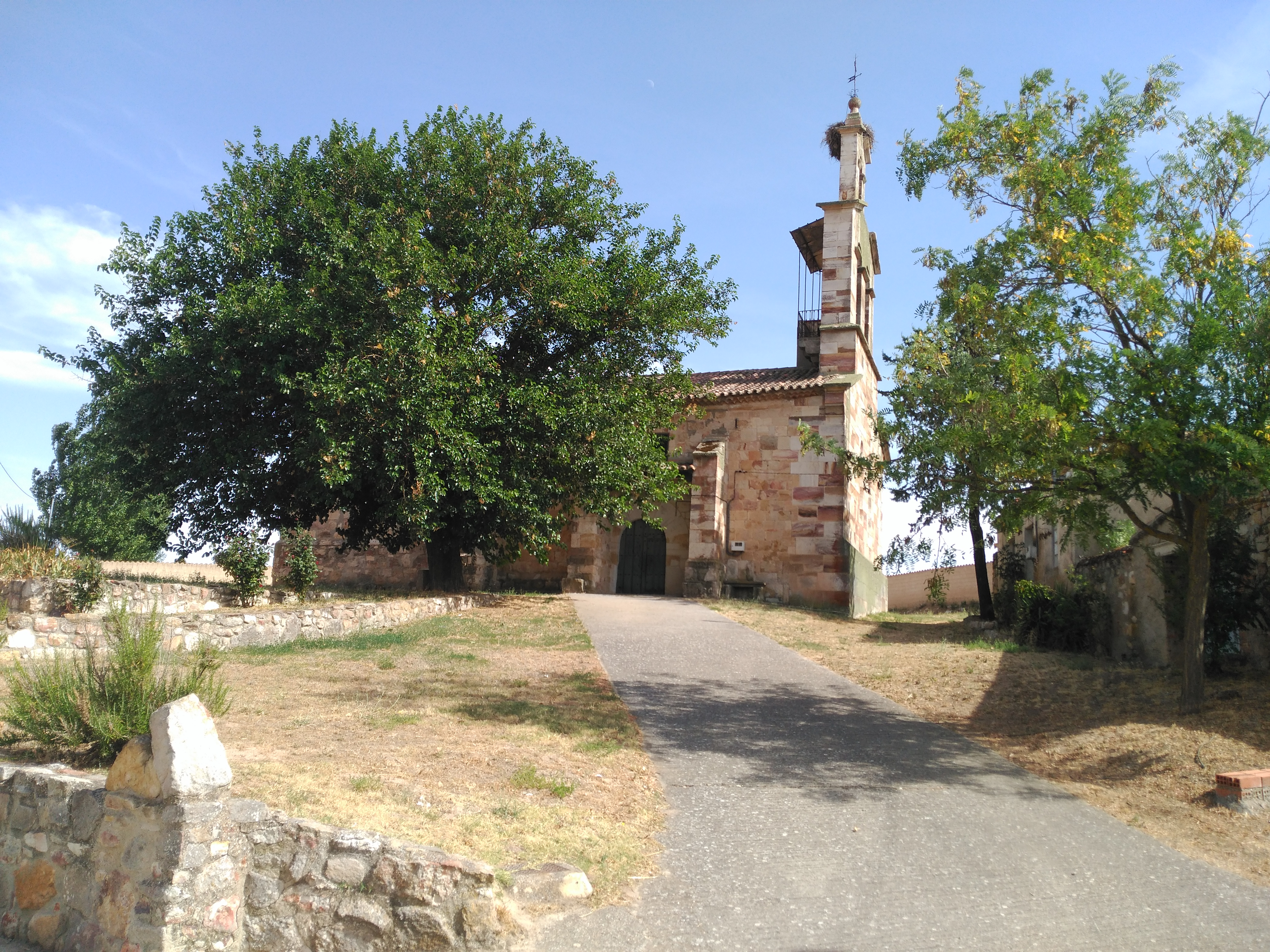
Tardopispo – Kirche

- Die einschiffige Kirche des knapp 4 km südwestlich gelegenen Weilers San Marcial entstand ebenfalls im 15./16. Jahrhundert.
- Auf dem kleinen Platz neben der Kirche befindet sich ein hübscher Brunnen (fuente) des 18. Jahrhunderts.

Tardobispo
- Die von einem äußerst schlanken Glockengiebel überhöhte einschiffige Kirche des Ortes birgt eine aus mehreren Feldern bestehende Altarrückwand (retablo).